# Takemusu Aiki Intercontinental
 Denne artikel bør gennemlæses af en person med fagkendskab for at sikre den faglige korrekthed.

Takemusu Aiki Intercontinental (oprettet i 1992) er en international forening af aikido-udøvere.
Formålet er at bevare den aikidostil Morihei Ueshiba udviklede i perioden 1940-60.
Den er stærkt påvirket af Morihiro Saitos undervisning (Iwama Ryu), og de fleste medlemmer kommer fra denne stil.
| Sport | Spire Denne artikel om sport er en spire som bør udbygges. Du er velkommen til at hjælpe Wikipedia ved at udvide den. |